# Blatnice bahenní
Blatnice bahenní (Scheuchzeria palustris) je druh jednoděložné rostliny a jediný zástupce čeledi blatnicovité (Scheuchzeriaceae).

## Popis
Jedná se o vytrvalou rostlinu s oddenky, která roste na rašeliništích. Je to jednodomá rostlina s oboupohlavnými květy. Listy jsou zpravidla nahloučeny na bázi, ale další listy jsou i na stonku. Listy jsou jednoduché, přisedlé, střídavé, polooblé, s listovými pochvami. Čepele listů jsou celistvé, jehlovité až čárkovité, žilnatina je souběžná. Květy jsou v květenstvích, hroznech. Květy jsou pravidelné, podepřené listeny. Okvětí je složeno ze 6 okvětních lístků ve 2 přeslenech, okvětní lístky jsou zelené až krémové barvy. Tyčinek je 6 ve 2 přeslenech, jsou volné a nejsou srostlé ani s okvětím. Gyneceum je složeno ze 6 nebo 3 plodolistů, je apokarpní až synkarpní, semeník je svrchní. Plod je suchý, v souplodí, je více či méně poltivý, mericarpia jsou pukavá, je jich 3 nebo 6, jsou to měchýřky.

## Rozšíření ve světě
Blatnice bahenní je rozšířena v chladnějších částech celé severní polokoule. Severoamerické rostliny jsou však často popisovány jako samostatná varieta či poddruh: Scheuchzeria palustris var. americana Fernald, Scheuchzeria palustris L. subsp. americana (Fernald) Hultén, někdy dokonce jako samostatný druh Scheuchzeria americana (Fernald) G.N.Jones. Odtud asi pochází údaje o 2 druzích rodu Scheuchzeria v některé literatuře. V tomto článku však americké rostliny nejsou považovány za samostatný druh.

## Rozšíření v Česku
V ČR se jedná o velmi vzácný a kriticky ohrožený druh (C1) rostoucí na rašeliništích. Můžeme ji najít hlavně v horských oblastech a na Třeboňsku.